# 蔡成侯
蔡成侯（？—前472年），即姬朔，為春秋諸侯國蔡國君主之一，他為蔡昭侯兒子，承襲蔡昭侯擔任該國君主，在位期間為前490年—前472年，共19年。